# Фритола
Фритола (итал. frìtoła, мн.ч. frìtołe; также frittella, frittola) — типичный десерт карнавала в Венеции, с некоторыми вариациями встречается в Венето, Фриули-Венеция-Джулия и Истрии. Традиционно фритоле готовят в карнавальный период .

## Приготовление
Традиционные венецианские фритоле готовятся из муки, яиц, молока и сахара, изюма, кедровых орешков. Они обжариваются и подаются с посыпкой из сахарной пудры. Традиционные фритоле имеют размер, не превышающий 4 см в диаметре, причём могут быть как без начинки (традиционная версия), так и с различными начинками (крем, джем, шоколад), что делает их похожими на пончики-берлинеры. 
Веронские фритоле не содержат кедровых орехов. Они готовятся с яблоками и граппой. Вместо муки можно использовать манную крупу или поленту.

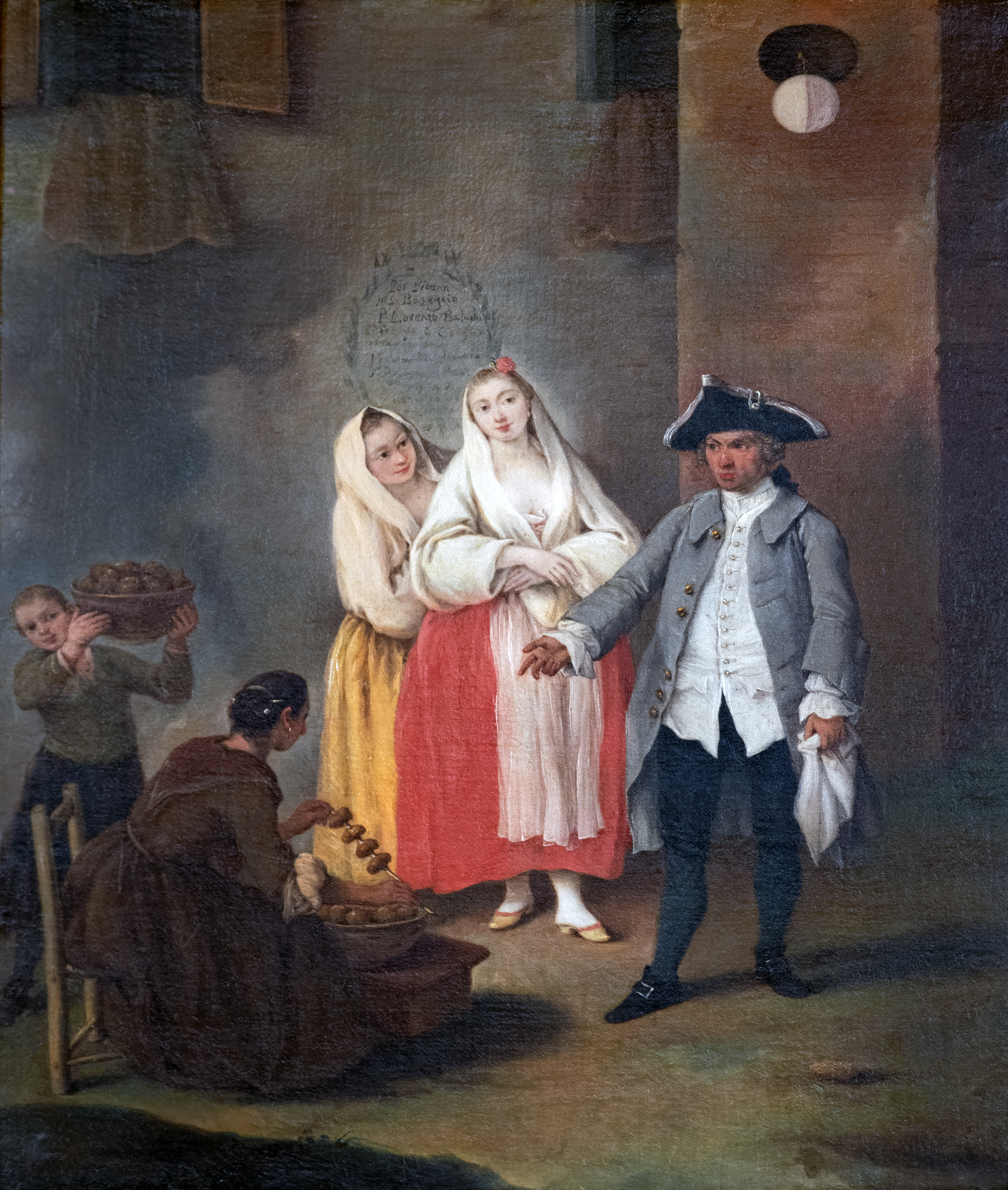
Пьетро Лонги. Продавщица фритоле (фриттольера).

## В культуре
В комедии «Кампьелло» (Il campiello), написанной для Карнавала 1755 года Карло Гольдони, одна из героинь, Орсола — фриттольера (продавщица фритоле).

## См.также
- Зеппола
- Бомболоне